# Гульчій Олеся Петрівна
Гульчій Олеся Петрівна (нар. 11 липня 1958) — український медик, педагог, професор. Представник України в Постійному Комітеті Європейського Бюро ВООЗ, проректор, академік Академії наук вищої освіти України, член Координаційної ради МОЗ України з розробки нормативно-правової бази системи охорони здоров'я.

## Життєпис
У 1982 закінчила Київський медичний інститут (нині Національний медичний університет імені О. О. Богомольця), тривалий час працювала професором кафедри соціальної медицини та охорони здоров'я НМУ. У 2004 році захистила дисертацію «Медико-соціальні закономірності формування перинатальної патології та оптимізація медичної допомоги вагітним і новонародженим» на здобуття ступеня Доктор медичних наук.
Тривалий час працювала проректором з міжнародних зв'язків та науково-педагогічної роботи Національного медичного університету імені О. О. Богомольця, завідувач кафедри менеджменту охорони здоров'я - з 2010 по 2012 рр.
Від серпня 2012 р. — заступник директора Інституту гігієни та медичної екології імені Олександра Марзеєва АМН України.
З березня 2016 року - проректор з міжнародних зв'язків та науково-педагогічної роботи з іноземними громадянами в Національна медична академія післядипломної освіти імені П. Л. Шупика

## Науковий доробок
Автор та співавтор підручників з соціальної медицини, статей в «peer review» журналах, а також програми післядипломної підготовки керівників медичних закладів за спеціальністю «Управління охороною здоров'я».